# Abaiang
Abaiang (früher Charlotte Island), auch Apaiang oder Apia, ist ein Korallenatoll der Gilbertinseln, das im westlichen zentralen Pazifischen Ozean nahe am Äquator liegt und zu Kiribati gehört.

## Geographie
Abaiang besteht aus 11 Inseln der nördlichen Gilbertinseln mit einer Landfläche von zusammengenommen 17,48 km². Die zentrale Lagune, mit Hauptdurchfahrt zum offenen Meer im Westen, hat hingegen eine Fläche von etwa 74,2 km². Die Gesamtfläche des Atolls einschließlich Korallenriff beträgt rund 302 km².
Neben der Hauptinsel Teiro und den übrigen bewohnten Inseln Nuotaea und Ribono gibt es noch die kleinen, unbewohnten Inseln Eke, Iaia, Iku, Manra, Nanikirata, Ouba, Taete und Teirio. Ouba und Teirio haben kleine Hotelanlagen, sind aber ansonsten unbewohnt.

## Geschichte
Entdeckt wurde das Atoll 1788 von Kapitän Thomas Gilbert, der es „Matthew’s Island“ nach dem Besitzer seines Schiffes Charlotte benannte. Die Lagune nannte er „Charlotte Bay“ und die Hauptinsel „Point Charlotte“. Später war das Atoll als „Charlotte Island“ bekannt.
Der erste bedeutende Missionar, der Abaiang aufsuchte, war der Amerikaner Hiram Bingham; dieser erreichte im November 1857 auf dem Missionsschiff Morning Star zusammen mit seiner Frau Clara sowie dem hawaiianischen Hilfsmissionar Kanoa und dessen Frau das Atoll, worauf die protestantische Missionierung der Gilbertinseln begann.
Während des Zweiten Weltkrieges besetzten die Japaner das Atoll vom Dezember 1941 bis November 1943. Nach der Schlacht um die Gilbertinseln nutzten es die Amerikaner als Stützpunkt für ihren Angriff auf die Marshallinseln.

## Bevölkerung
Nach der Volkszählung von 2020 leben auf Abaiang 5815 Menschen. Mit Ausnahme der auf den gleichnamigen Inseln Nuotaea und Ribono gelegenen Dörfer liegen alle übrigen 16 Dörfer auf der Hauptinsel Teiro am Ostrand des Atolls (nicht zu verwechseln mit der kleinen Insel Teirio).

### Bevölkerungsstatistik
| Zensus                  | 1978 | 2005 | 2010 | 2015 | 2010 |
| ----------------------- | ---- | ---- | ---- | ---- | ---- |
| Nuotaea                 | 254  | 481  | 559  | 510  | 322  |
| Ribono                  | 192  | 271  | 341  | 411  | 303  |
| Takarano                | 253  | 300  | 348  | 310  | 351  |
| Ubanteman/Ubwanteman    | 70   | 112  | 126  | 119  | 117  |
| Tebunginako             | 408  | 358  | 424  | 459  | 443  |
| Borotiam                | 205  | 338  | 375  | 375  | 382  |
| Aonobuaka               | 174  | 372  | 328  | 473  | 447  |
| Koinawa                 | 317  | 453  | 312  | 326  | 340  |
| Morikao                 | 121  | 400  | 233  | 194  | 507  |
| Ewena/Kuria             | 135  | 219  | 166  | 216  | 209  |
| Taburao (Hauptort)      | 144  | 221  | 322  | 268  | 143  |
| Tebero                  | 70   | 167  | 157  | 252  | 259  |
| Tabwiroa                | 27   | 324  | 237  | 146  | 473  |
| Tuarabu                 | 461  | 484  | 560  | 537  | 556  |
| Tanimaiaki              | 182  | 276  | 274  | 354  | 312  |
| Tebwanga/Tebanga        | 234  | 287  | 310  | 333  | 293  |
| Aoneaba                 | –    | 48   | 51   | 30   | 71   |
| Tabontebike mit Aoneaba | 200  | –    | –    | –    | –    |
| Tabontebike             | –    | 391  | 379  | 255  | 287  |
| Gesamt                  | 3447 | 5502 | 5502 | 5568 | 5815 |

### Bevölkerungsentwicklung
| Zensus | 1947 | 1963 | 1968 | 1973 | 1978 | 1985 | 1990 | 1995 | 2000 | 2005 | 2010 | 2015 | 2020 |
| ------ | ---- | ---- | ---- | ---- | ---- | ---- | ---- | ---- | ---- | ---- | ---- | ---- | ---- |
| Gesamt | 2823 | 3370 | 3271 | 3296 | 3447 | 4386 | 5233 | 6020 | 5794 | 5502 | 5502 | 5568 | 5815 |

## Kultur

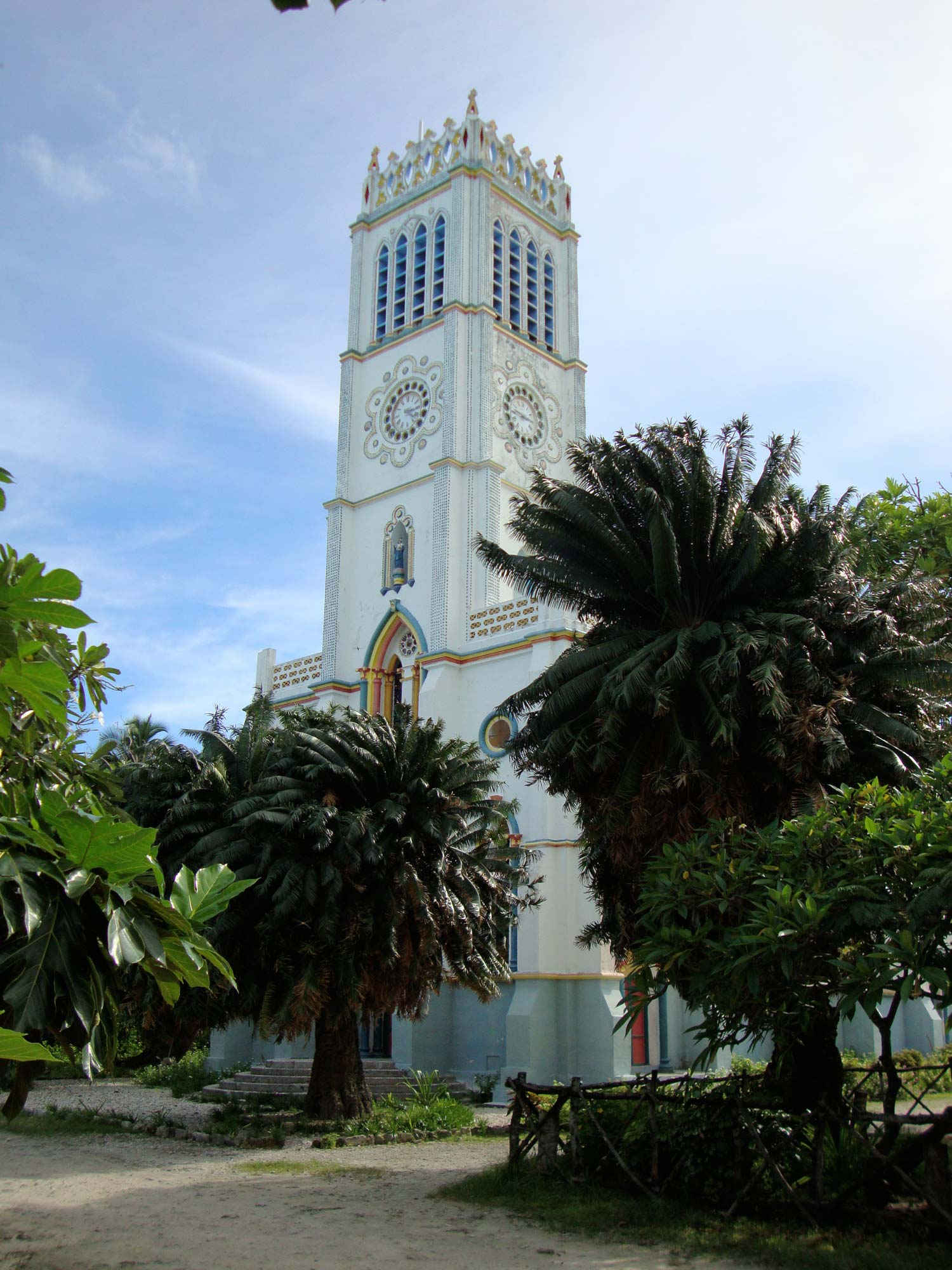
Katholische Kathedrale in Koinawa
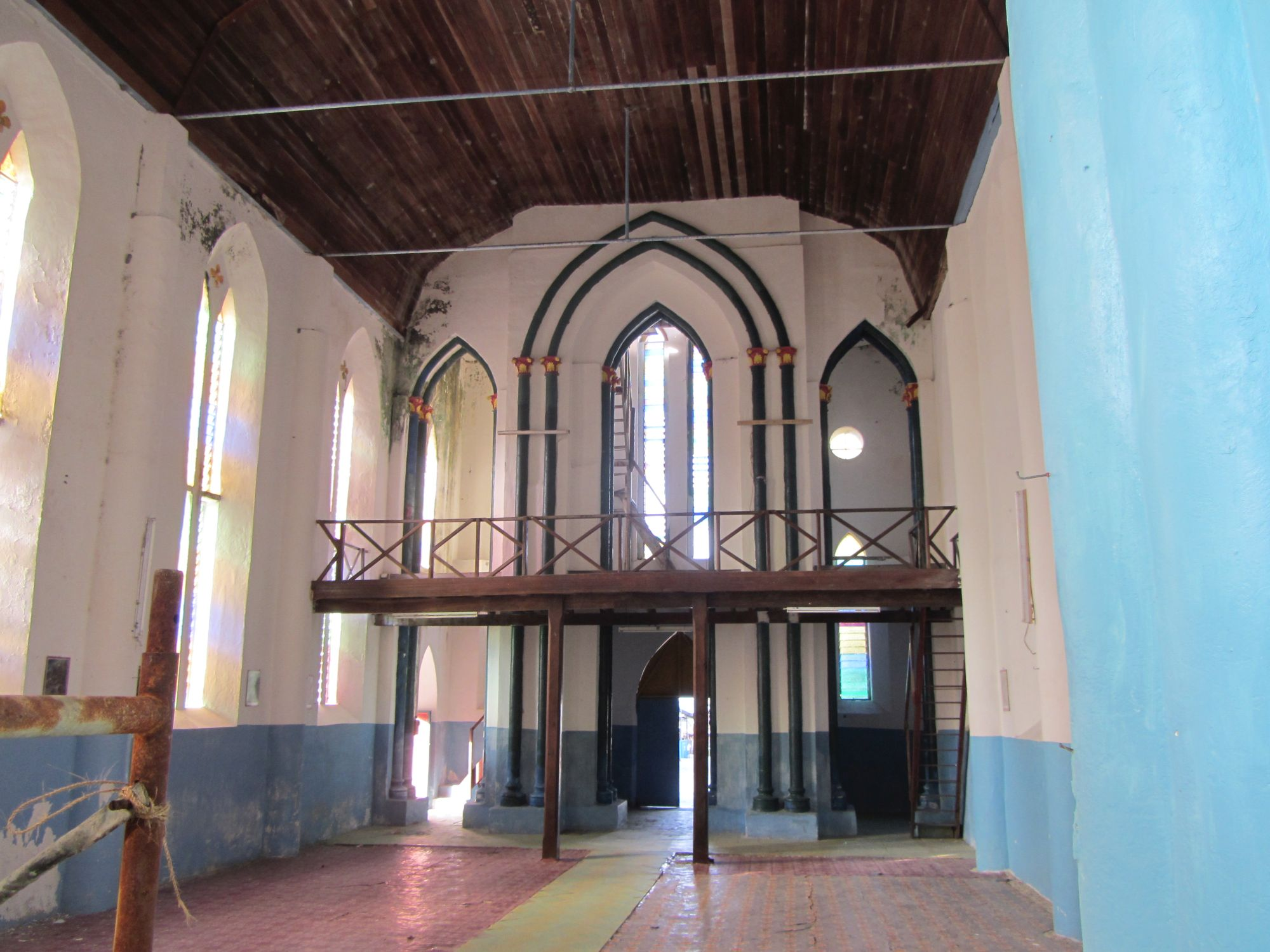
Kathedrale von innen
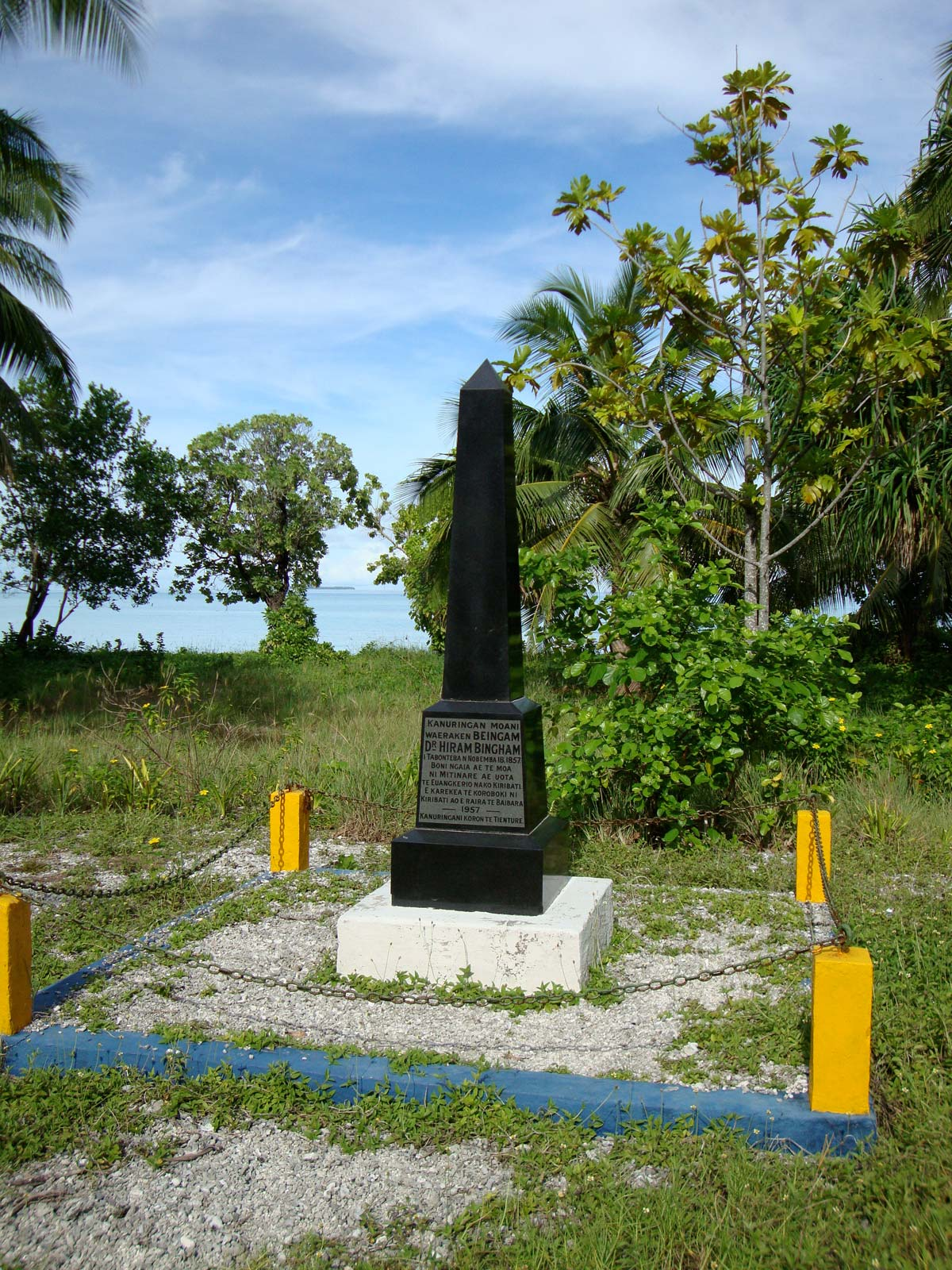
Denkmal für Hiram Bingham II, Beginn der Christianisierung 1857
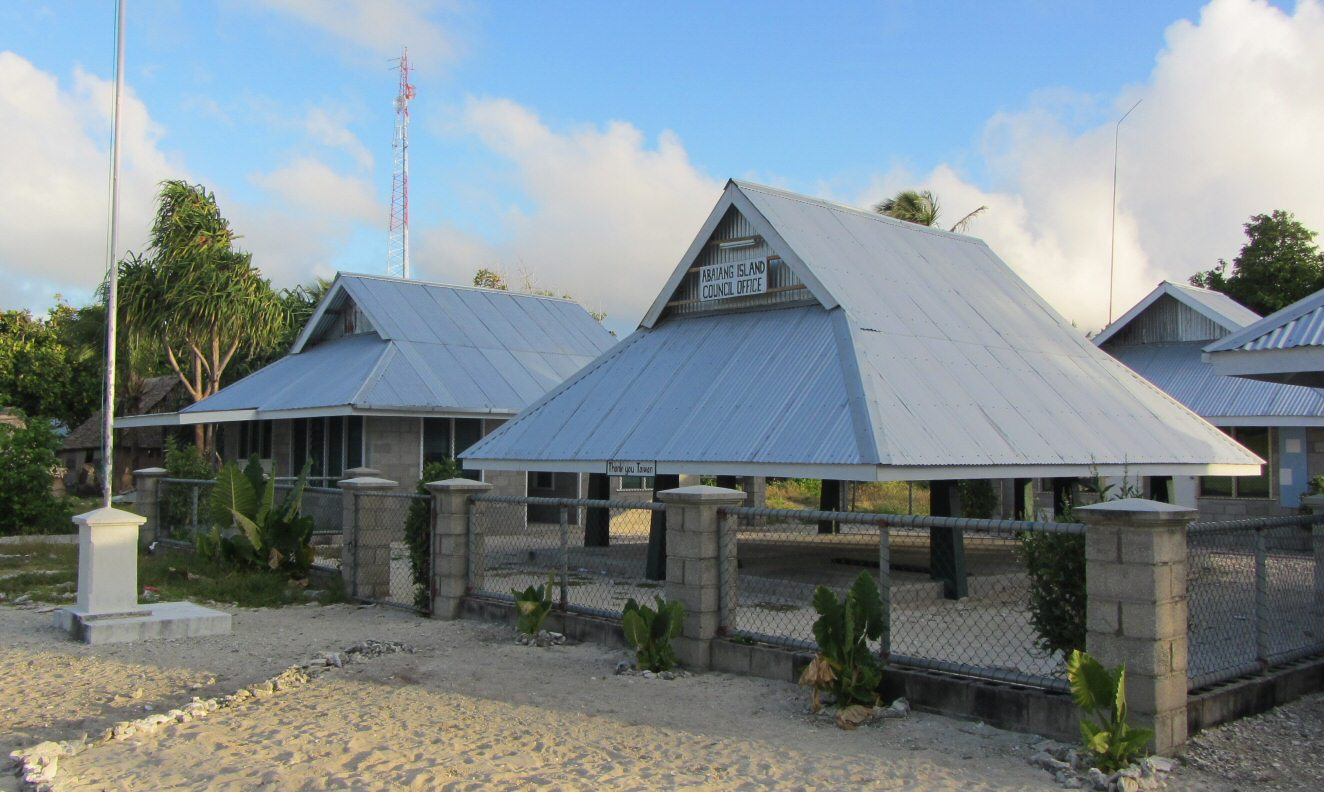
Abaiang Council Office
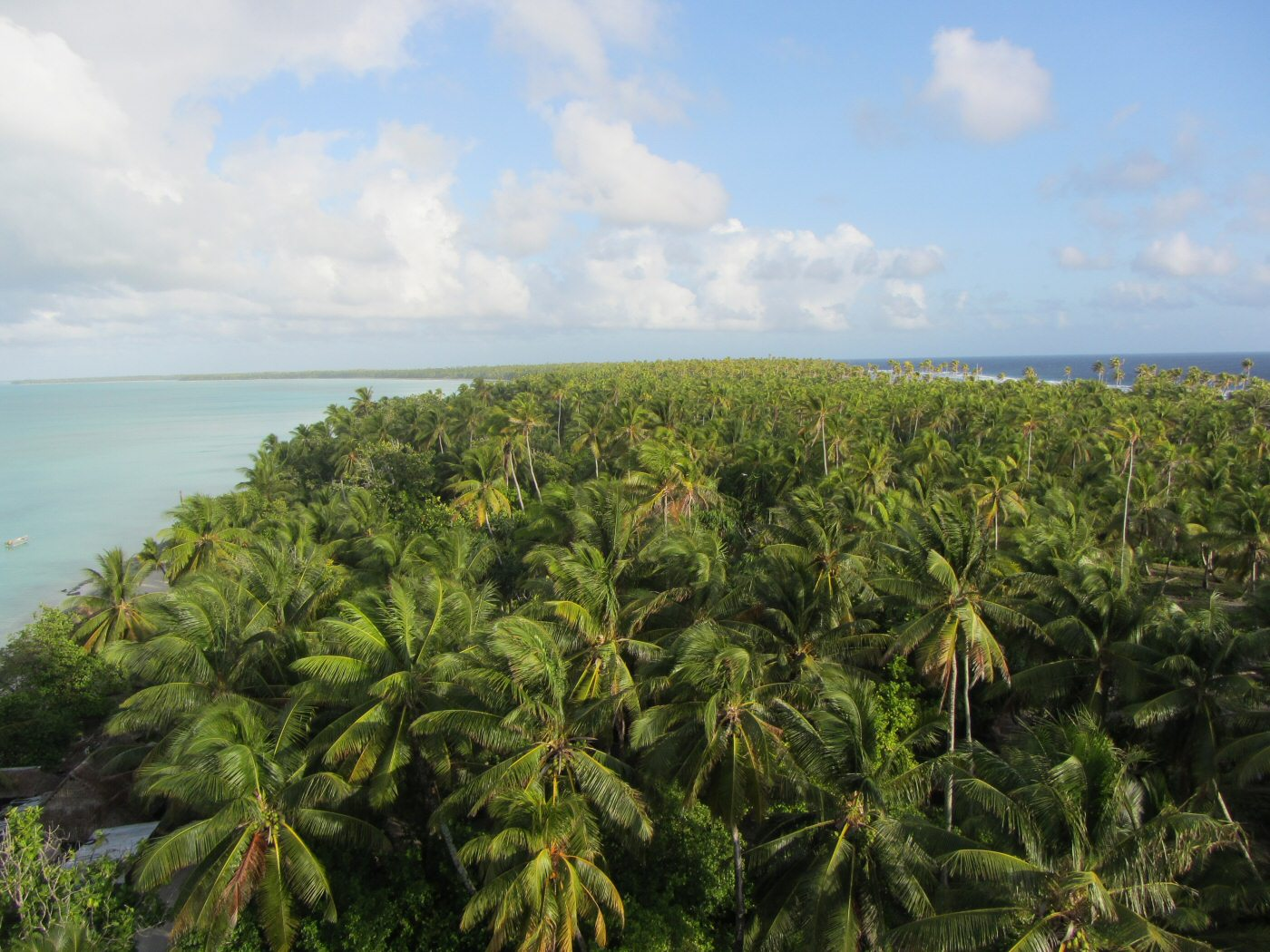
Aussicht von der Kathedrale

## Verkehr
Im mittleren Teil der Hauptinsel des Atolls Abaiang liegt der regionale Flugplatz Abaiang zwischen den Siedlungen Tabwiroa und Tuarabu, unweit des Hauptortes Taburao.
Air Kiribati fliegt Abaiang vom Bonriki International Airport in South Tarawa an. Die Flugdauer beträgt nur einige Minuten.
Durch die Nähe zur kiribatischen Hauptstadt South Tarawa wird Abaiang häufig auch als Touristenziel von Schnellbooten über die Häfen in Betio und Bairiki angelaufen.